# Lista de prefeitos de Almirante Tamandaré
Esta é a lista de prefeitos do município de Almirante Tamandaré, estado brasileiro do Paraná.
| Nº | Nome                     | Imagem                             | Partido                                          | Início do mandato      | Fim do mandato                          | Observações                           |
| 1  | João Wolf                |                                    | -                                                | 1º de janeiro de 1948  | 31 de dezembro de 1951                  | Primeiro prefeito eleito              |
| 2  | Ambrosio Bini            |                                    | -                                                | 1º de janeiro de 1952  | 31 de dezembro de 1955                  | Prefeito eleito em sufrágio universal |
| 3  | João Wolf                |                                    | -                                                | 1º de janeiro de 1956  | 31 de dezembro de 1959                  | Prefeito eleito em sufrágio universal |
| 4  | Ambrosio Bini            |                                    | -                                                | 1º de janeiro de 1960  | 31 de dezembro de 1963                  | Prefeito eleito em sufrágio universal |
| 5  | Domingos Natal Stocchero |                                    | -                                                | 1º de janeiro de 1964  | 31 de dezembro de 1969                  | Prefeito eleito em sufrágio universal |
| 6  | Antonio Johnson          |                                    | -                                                | 1º de janeiro de 1970  | 31 de dezembro de 1972                  | Prefeito eleito em sufrágio universal |
| 7  | Euripedes de Siqueira    |                                    | -                                                | 1º de janeiro de 1973  | 31 de dezembro de 1976                  | Prefeito eleito em sufrágio universal |
| 8  | Roberto Luiz Perussi     |                                    |                                                  | 1º de janeiro de 1977  | 31 de dezembro de 1981                  | Prefeito eleito em sufrágio universal |
| 9  | Sebastião Natal Colodel  |                                    | -                                                | 1º de janeiro de 1982  | 31 de dezembro de 1982                  | Prefeito eleito em sufrágio universal |
| 10 | Ariel Adalberto Buzzato  |                                    | Partido Democrático Social PDS                   | 1º de janeiro de 1983  | 31 de dezembro de 1988                  | Prefeito eleito em sufrágio universal |
| 11 | Roberto Luiz Perussi     |                                    | Partido Democrático Trabalhista PDT              | 1º de janeiro de 1989  | 31 de dezembro de 1992                  | Prefeito eleito em sufrágio universal |
| 12 | Arcidineo Felix Gulin    |                                    | Partido Democrático Trabalhista PDT              | 1º de janeiro de 1993  | 31 de dezembro de 1996                  | Prefeito eleito em sufrágio universal |
| 13 | Cezar Manfron            |                                    | Partido Progressista Brasileiro PPB              | 1º de janeiro de 1997  | 31 de dezembro de 2000                  | Prefeito eleito em sufrágio universal |
| 13 | Cezar Manfron            | Partido Trabalhista Brasileiro PTB | 1º de janeiro de 2001                            | 31 de dezembro de 2004 | Prefeito reeleito em sufrágio universal |                                       |
| 14 | Vilson Goinski           |                                    | Partido do Movimento Democrático Brasileiro PMDB | 1º de janeiro de 2005  | 31 de dezembro de 2008                  | Prefeito eleito em sufrágio universal |
| 14 | Vilson Goinski           | 1º de janeiro de 2009              | Partido do Movimento Democrático Brasileiro PMDB | 31 de dezembro de 2012 | Prefeito reeleito em sufrágio universal |                                       |
| 15 | Aldnei José Siqueira     |                                    | Partido Social Democrático PSD                   | 1º de janeiro de 2013  | 31 de dezembro de 2016                  | Prefeito eleito em sufrágio universal |
| 16 | Gerson Denílson Colodel  |                                    | Movimento Democrático Brasileiro MDB             | 1º de janeiro de 2017  | 31 de dezembro de 2020                  | Prefeito eleito em sufrágio universal |
| 16 | Gerson Denílson Colodel  | 1º de janeiro de 2021              | Movimento Democrático Brasileiro MDB             | 31 de dezembro de 2024 | Prefeito reeleito em sufrágio universal |                                       |
| 17 | Daniel Lovato            |                                    | Movimento Democrático Brasileiro MDB             | 1° de janeiro de 2025  | Atual                                   | Prefeito eleito em sufrágio universal |